# ستيفي وودز (مغني)
ستيفي وودز (بالإنجليزية: Stevie Woods)‏ هو مغني أمريكي، ولد في 2 يوليو 1951 في تشاتهام في الولايات المتحدة، وتوفي في 28 يناير 2014 في برلين في ألمانيا.

## وصلات خارجية
- ستيفي وودز على موقع IMDb (الإنجليزية)
- ستيفي وودز على موقع ميوزك برينز (الإنجليزية)
- ستيفي وودز على موقع أول ميوزيك (الإنجليزية)
- ستيفي وودز على موقع ديسكوغز (الإنجليزية)